# Dekleva
Dekleva je priimek v Sloveniji, ki ga je po podatkih Statističnega urada Republike Slovenije na dan 1. januarja 2010 uporabljalo 413 oseb in je med vsemi priimki po pogostosti uvrščen na 831. mesto.

## Znani nosilci priimka
- Alenka Dekleva (1929—1995), medicinka anatomka
- Alenka Dekleva (*1939), pianistka, klavirska pedaginja
- Aljoša Dekleva (*1972), arhitekt
- Andrej Dekleva (*1968), novinar, založnik, urednik, gorski kolesar ...
- Bojan Dekleva (*1953), psiholog, univ. profesor
- Cvetana Dekleva (*1963), košarkarica
- Dušan Dekleva (1896–1980), zdravnik kirurg
- Franja Trojanšek (por. Dekleva) (1867–1935), pesnica
- Goran Dekleva, literarni kritik (poezije), kulturni novinar
- Gorazd Dekleva (1901—1992), opat (arhimandrit), umetnostni zgodovinar, prevajalec
- Igor Dekleva (1921—2006), partizan, zdravnik anesteziolog
- Igor Dekleva (*1933), pianist, klavirski pedagog, skladatelj
- Janez Dekleva (1925—2011), elektroinženir, prometni strokovnjak, univ. prof.
- Janez Dekleva, smučarski trener
- Janez Dekleva (*1962), prof.-andragog/organiz. ??
- Jože Dekleva (1899—1969), pravnik, politik
- Jože Dekleva - Pepi (1930—2018), športni novinar
- Jože Dekleva (*1944), arhitekt, urbanist
- Kenneth Dekleva, ameriški psihiater in analitik politikov slovenskega rodu
- Krista Fanedl Dekleva (*1941), alpska smučarka
- Luka Dekleva (*1971), novinar
- Luka Dekleva (*1976), fotograf, performer, videast/videoumetnik
- Maja Dekleva Lapajne (*1981), gledališka ustvarjalka, komičarka
- Maks Dekleva (1893—1968), gradbenik, strokovnjak za ceste
- Marica Dekleva-Modic (1916—1980), pedagoginja, teoretičarka moralne vzgoje
- Marija Dekleva (r. Gregorc) (1915—1999), zdravnica
- Marija Majda Dekleva, turistično-gostinska delavka
- Marko (Marjan) Dekleva (1943—2025), arhitekt
- Mateja Dekleva, arhitektka ("Zakladi lesa" - Kočevje)
- Matjaž Dekleva, ilustrator, fotograf
- Milan Dekleva (*1946), pesnik, pisatelj, dramatik, urednik, jazz-glasbenik, skladatelj; član SAZU
- Peter Dekleva (*1977), glasbenik instrumentalist, kitarist in producent
- Primož Dekleva (*1969), baritonist
- Roman Dekleva (1905/6—1995), lesar, risar, (so)avtor učbenikov
- Sandi Dekleva (*1978), jadralec
- Saša (Marko) Dekleva (*1942), elektronik, informatik (Chicago, ZDA)
- Simon Dekleva (*1978), jadralec
- Stanko Dekleva (1899—1975), narodni delavec
- Tina Gregorič Dekleva (*1974), arhitektka, prof. Tehniške univerze na Dunaju
- Tomaž Lapajne Dekleva (*1971), gledališki ustvarjalec, dramatik, režiser
- Vesna Dekleva Paoli (*1975), jadralka
- Vojmil Dekleva (1914—2011), kemik?